# Odlotowcy
Odlotowcy (ang. Airheads) – film komediowy z 1994 roku w reżyserii Michaela Lehmanna. W Polsce film ten znany jest także pod tytułem "Radiogłowi".

## Treść
Trzech muzyków rockowych: Chazz, Pip i Rex od dawna tworzą ostrą muzykę. Jednak ich twórczość nie znajduje uznania u producentów, którzy nie chcą emitować ich twórczości. W tej sytuacji zdesperowani muzycy, używając atrap broni, włamują się do siedziby lokalnej rozgłośni, terroryzują pracowników i rozpoczynają nadawanie swojej muzyki. Okazuje się, że ich twórczość podoba się radiosłuchaczom.
W filmie wykorzystano utwory takich zespołów, jak Aerosmith i Motorhead.

## Obsada
- Brendan Fraser - Chazz
- Adam Sandler - Pip - perkusista
- Steve Buscemi - Rex - basista
- Chris Farley - Oficer Wilson
- Michael McKean - Milo
- Judd Nelson - Jimmie Wing
- Ernie Hudson - Sierżant O'Malley
- Amy Locane - Kayla
- Nina Siemaszko - Suzzi
- Marshall Bell - Carl Mace
- Michael Richards - Doug Beach